# Tom McGeer
Tom McGeer est un ancien pilote de rallyes canadien, de Brampton (jusqu'en 1992) puis de Georgetown (Ontario), d'une grande longévité en compétitions de sports mécaniques (sur plus de 15 ans).

## Biographie
En 2011, il est le Président actuel de la Canadian Association of Rallysport (CARS).

## Palmarès
- Triple vainqueur de la Coupe d'Amérique du Nord des rallyes Toutes Catégories: 2001, 2002 et 2003;
- Champion d'Amérique du Nord des voitures de Production GT (avec Trish McGeer son épouse, née Sparrow): 1993 (sur Subaru);
- Participation à la victoire de Audi en Coupe des Marques des Rallyes d'Amérique du Nord: 1994 et 1995 (→ ?);
- Participation à la victoire de Subaru en Coupe des Marques des Rallyes d'Amérique du Nord Toutes Catégories: 2000, 2001 et 2002;
- Participation à la victoire de Subaru en Coupe des Marques des Rallyes d'Amérique du Nord en Catégorie Open: 2000;
- Participation à la victoire de Subaru en Coupe des Marques des Rallyes d'Amérique du Nord en Groupe N: 2002 et 2003;
- Participation à la victoire de Subaru en Coupe des Marques des Rallyes d'Amérique du Nord en Production GT (avec Trish McGeer): 1993;
- 2e Sextuple Champion du Canada des Rallyes: 1990, 1992, 1993, 2000, 2001 et 2003;
- Triple Champion du Canada des Rallyes de la Classe Open: 2000, 2001 et 2003;
- Double Champion du Canada des conducteurs de voitures de Production GT (Trophée Andy Browning): 1992 et 1993.

### Championnat du Canada des Rallyes
| Année | Pilote     | Copilote        | Marque/Véhicule |
| ----- | ---------- | --------------- | --------------- |
| 1990  | Tom McGeer | Trish Sparrow   | Subaru Legacy   |
| 1992  | Tom McGeer | Trish Sparrow   | Subaru Legacy   |
| 1993  | Tom McGeer | Trish Sparrow   | Audi Quattro    |
| 2000  | Tom McGeer | Mark Williams   | Subaru Impreza  |
| 2001  | Tom McGeer | Mark Williams   | Subaru Impreza  |
| 2003  | Tom McGeer | Philip Erickson | Subaru Impreza  |

### Quelques victoires notables
- Rallye de la Baie des Chaleurs (Canada): 1992, 2000, 2001 et 2002;
- Rallye Rocky Mountain (Canada): 1994, 2001 et 2003;
- Rallye de Charlevoix (Canada): 1998, 2000 et 2001;
- Rallye de Québec (Canada): 1999 et 2002;
- Rallye des Voyageurs (Canada): 2000;
- Rallye Perce-Neige (Canada): 2000;
- Rallye Bighorn Edson (Canada): 2001;
- Rallye des Tall Pines (Canada): 2002.
- Pacific Forest Rally (Canada): 2003.

## Distinctions
- Troisième Grand Maître des Rallyes du Canada (4990 pts (>2000), juste après T.Heinonen et F.Sprongl).